# 스코티시 프로페셔널 풋볼 리그
스코틀랜드 프로페셔널 풋볼 리그(Scottish Professional Football League, SPFL)는 2013년 6월, 스코틀랜드 프리미어리그와 스코틀랜드 풋볼 리그가 통합해 만든 리그 체계이다.
SPFL은 스코틀랜드 축구 최상부 4개 리그를 구성하며, 스코티시 프리미어십-스코티시 챔피언십-스코티시 리그 1-스코티시 리그 2의 체계로 구성되어 있다.